# Arlington Reef
Arlington Reef är ett rev på Stora barriärrevet i Australien.   Det ligger 35 km nordost om Cairns i delstaten Queensland.